# Ronde van Vlaanderen 2008
De 92e editie van de Ronde van Vlaanderen werd verreden op 6 april 2008 in België.

## Mannen
"De Ronde" startte rond 9.45 uur in Brugge en eindigde na 264 kilometer in Meerbeke.
Vóór de start golden Tom Boonen, Alessandro Ballan — winnaar van vorig jaar —, Fabian Cancellara — een paar weken eerder winnaar van Milaan-San Remo —, Leif Hoste, Filippo Pozzato en Philippe Gilbert als de absolute topfavorieten; Stijn Devolder, Nick Nuyens, Andreas Klier, Karsten Kroon, Enrico Gasparotto, Gert Steegmans en Sylvain Chavanel werden verder ook tot de kanshebbers gerekend. Tot de outsiders voor de winst behoren onder andere Thor Hushovd, Óscar Freire, George Hincapie en Tomas Vaitkus.
Uiteindelijk won de Belg Stijn Devolder Vlaanderens mooiste na een splijtende demarrage op ruim 30 kilometer van de streep: hij bolde solo over de streep. Hij kon niet meer worden bijgehaald door Sebastian Langeveld, die de kloof nét niet kon dichten, noch door Nick Nuyens en Juan Antonio Flecha die in de slotkilometers nog in de tegenaanval gingen.

### Hellingen
De 17 beklimmingen in de Ronde waren:
| Nummer | Naam           | Kilometer | Bestrating      | Lengte (m) | Gemiddelde helling |
| ------ | -------------- | --------- | --------------- | ---------- | ------------------ |
| 17     | Kluisberg      | 99        | asfalt          | 1250       | 5,3                |
| 16     | Nokereberg     | 118       | kasseien        | 375        | 5,9                |
| 15     | Molenberg      | 157       | kasseien/asfalt | 463        | 7                  |
| 14     | Wolvenberg     | 167       | asfalt          | 645        | 7,9                |
| 13     | Oude Kwaremont | 185       | kasseien/asfalt | 2200       | 4                  |
| 12     | Paterberg      | 189       | kasseien        | 360        | 12,9               |
| 11     | Koppenberg     | 195       | kasseien        | 600        | 11,6               |
| 10     | Steenbeekdries | 200       | kasseien        | 700        | 5,3                |
| 9      | Taaienberg     | 203       | kasseien        | 530        | 6,6                |
| 8      | Berg ten Stene | 213       | asfalt          | 1300       | 5                  |
| 7      | Leberg         | 216       | asfalt          | 950        | 4,2                |
| 6      | Berendries     | 222       | asfalt          | 940        | 7                  |
| 5      | Valkenberg     | 227       | asfalt          | 540        | 8,1                |
| 4      | Tenbosse       | 233       | asfalt          | 455        | 6,4                |
| 3      | Eikenmolen     | 239       | asfalt          | 610        | 5,9                |
| 2      | Muur-Kapelmuur | 249       | kasseien        | 475        | 9,3                |
| 1      | Bosberg        | 252       | kasseien/asfalt | 980        | 5,8                |

Na de Bosberg was het nog 12 km tot aan de meet.

### Uitslag
| rang | renner              | land             | ploeg           | tijd       |
| ---- | ------------------- | ---------------- | --------------- | ---------- |
| 1    | Stijn Devolder      | België           | Quick-step      | 6u 24' 02" |
| 2    | Nick Nuyens         | België           | Cofidis         | op 15"     |
| 3    | Juan Antonio Flecha | Spanje           | Rabobank        | z.t.       |
| 4    | Alessandro Ballan   | Italië           | Lampre          | op 21"     |
| 5    | George Hincapie     | Verenigde Staten | Team High Road  | z.t.       |
| 6    | Filippo Pozzato     | Italië           | Liquigas        | z.t.       |
| 7    | Kurt-Asle Arvesen   | Noorwegen        | Team CSC        | z.t.       |
| 8    | Greg Van Avermaet   | België           | Silence - Lotto | z.t.       |
| 9    | Simon Špilak        | Slovenië         | Lampre          | z.t.       |
| 10   | Allan Johansen      | Denemarken       | Team CSC        | z.t.       |

## Vrouwen
De Ronde van Vlaanderen was bij de vrouwen aan zijn vijfde editie toe. De wedstrijd maakt deel uit van de wereldbeker en werd gewonnen door Judith Arndt.

### Uitslag
| Plaats  | Naam              | Ploeg                       | Tijd     |
| ------- | ----------------- | --------------------------- | -------- |
| Winnaar | Judith Arndt      | Highroad Women              | 3u01'00" |
| 2       | Kristin Armstrong | Cervélo Lifeforce           | z.t.     |
| 3       | Kirsten Wild      | AA Drink                    | + 21"    |
| 4       | Oenone Wood       | Highroad Women              | z.t.     |
| 5       | Marianne Vos      | DSB Bank                    | z.t.     |
| 6       | Suzanne de Goede  | Nürnberger Versicherung     | z.t.     |
| 7       | Julia Martisova   | Gauss RDZ Ormu              | z.t.     |
| 8       | Marta Bastianelli | Safi-Pasta Zara-Manhattan   | z.t.     |
| 9       | Emma Johansson    | AA Drink                    | z.t.     |
| 10      | Christiane Soeder | Cervélo Lifeforce           | z.t.     |
| 11      | Noemi Cantele     | Bigla Pro Cycling Team      | z.t.     |
| 12      | Nicole Brändli    | Bigla Pro Cycling Team      | z.t.     |
| 13      | Regina Bruins     | Nederlandse selectie        | z.t.     |
| 14      | Sarah Düster      | Cervélo Lifeforce           | z.t.     |
| 15      | Chantal Beltman   | Highroad Women              | z.t.     |
| 16      | Nicole Cooke      | Team Halfords Bikehut       | z.t.     |
| 17      | Monica Holler     | Bigla Pro Cycling Team      | + 44"    |
| 18      | Angela Brodtka    | DSB Bank                    | z.t.     |
| 19      | Grete Treier      | Gauss RDZ Ormu              | z.t.     |
| 20      | Martine Bras      | Vrienden van het Platteland | z.t.     |

1913 · 
1914 · 
1915 · 
1916 · 
1917 · 
1918 · 
1919 · 
1920 · 
1921 · 
1922 · 
1923 · 
1924 · 
1925 · 
1926 · 
1927 · 
1928 · 
1929 · 
1930 · 
1931 · 
1932 · 
1933 · 
1934 · 
1935 · 
1936 · 
1937 · 
1938 · 
1939 · 
1940 · 
1941 · 
1942 · 
1943 · 
1944 · 
1945 · 
1946 · 
1947 · 
1948 · 
1949 · 
1950 · 
1951 · 
1952 · 
1953 · 
1954 · 
1955 · 
1956 · 
1957 · 
1958 · 
1959 · 
1960 · 
1961 · 
1962 · 
1963 · 
1964 · 
1965 · 
1966 · 
1967 · 
1968 · 
1969 · 
1970 · 
1971 · 
1972 · 
1973 · 
1974 · 
1975 · 
1976 · 
1977 · 
1978 · 
1979 · 
1980 · 
1981 · 
1982 · 
1983 · 
1984 · 
1985 · 
1986 · 
1987 · 
1988 · 
1989 · 
1990 · 
1991 · 
1992 · 
1993 · 
1994 · 
1995 · 
1996 · 
1997 · 
1998 · 
1999 · 
2000 · 
2001 · 
2002 · 
2003 · 
2004 · 
2005 · 
2006 · 
2007 · 
2008 · 
2009 · 
2010 · 
2011 · 
2012 · 
2013 · 
2014 · 
2015 · 
2016 · 
2017 · 
2018 · 
2019 · 
2020 · 
2021 · 
2022 · 
2023 · 
2024
Lijst van beklimmingen
 Tour Down Under · 
 Ronde van Vlaanderen · 
 Ronde van het Baskenland · 
 Gent-Wevelgem · 
 Amstel Gold Race · 
 Ronde van Romandië · 
 Ronde van Catalonië · 
 Dauphiné Libéré · 
 Ronde van Zwitserland · 
 Ploegentijdrit Eindhoven · 
 Clásica San Sebastián · 
  Eneco Tour · 
 GP Ouest France-Plouay · 
 Ronde van Duitsland · 
 Vattenfall Cyclassics · 
 Ronde van Polen